# The Living Years (chanson)
Singles de Mike + The Mechanics
Nobody's Perfect
(1988) Seeing Is Believing
(1989)
The Living Years est une chanson interprétée par le groupe pop rock britannique Mike + The Mechanics, écrite et composée par Mike Rutherford, membre fondateur du groupe, et B. A. Robertson (en). Sortie en single en décembre 1988, elle est extraite de l'album Living Years.
Elle connaît un succès international, se classant en tête des ventes dans plusieurs pays.
La chanson parle des regrets d'une personne qui n'a pas su communiquer avec son père avant la mort de ce dernier afin de régler les conflits qui les opposaient.

## Distinctions
The Living Years est récompensée en 1990 aux Ivor Novello Awards pour son texte et sa musique (Best Song Musically and Lyrically), et reçoit plusieurs nominations aux Grammy Awards : Chanson de l'année, Enregistrement de l'année, Meilleure prestation vocale pop d'un duo ou d'un groupe et Meilleure vidéo,.

## Clip
Réalisé par Tim Broad (en) dans le West Somerset en Angleterre, Mike Rutherford y apparaît avec son jeune fils.

## Composition du groupe
- Mike Rutherford : guitare, basse
- Paul Carrack : chant
- Paul Young : chœurs
- Adrian Lee (en) : claviers
- Peter Van Hooke (en) : batterie

- King's House School Choir : chœurs, dirigés par Michael Stuckey

## Classements hebdomadaires
| Classement (1989)                          | Meilleure place |
| ------------------------------------------ | --------------- |
| Allemagne (GfK Entertainment)              | 13              |
| Australie (ARIA)                           | 1               |
| Autriche (Ö3 Austria Top 40)               | 18              |
| Belgique (Flandre Ultratop 50 Singles)     | 25              |
| Canada (RPM 100 Singles)                   | 1               |
| États-Unis (Billboard Hot 100)             | 1               |
| États-Unis (Hot Adult Contemporary Tracks) | 1               |
| Irlande (IRMA)                             | 1               |
| Norvège (VG-lista)                         | 10              |
| Nouvelle-Zélande (RMNZ)                    | 11              |
| Pays-Bas (Nederlandse Top 40)              | 20              |
| Pays-Bas (Single Top 100)                  | 20              |
| Royaume-Uni (UK Singles Chart)             | 2               |
| Suède (Sverigetopplistan)                  | 18              |

## Certifications
| Pays                    | Certification | Unités certifiées |
| ----------------------- | ------------- | ----------------- |
| Nouvelle-Zélande (RMNZ) | Platine       | 10 000            |
| Royaume-Uni (BPI)       | Or            | 400 000           |
| Suède (GLF)             | Or            | 25 000            |

## Reprises
Paul Carrack, chanteur de Mike + The Mechanics sur ce morceau, l'a inclus dans son répertoire en solo, il a aussi été repris par Ringo Starr and His All-Starr Band, Chris de Burgh, Russell Watson... et a été adapté en plusieurs langues dont le français par Jean-Pierre Lang sous le titre Barrière des générations et interprété par Richard Anthony en 1990,.